# Acetato de fenilo
El acetato de fenilo es un compuesto orgánico, concretamente un éster.

Su fórmula molecular o empírica es C8H8O2, y su fórmula semidesarrollada es CH3 - COO - C6H5.

Se puede preparar a partir de amhídrido acético y fenol en presencia de una base como hidróxido de sodio o un carbonato alcalino . 